# 오랭주의 캉통
프랑스 오랭주에는 총 17개의 캉통이 속해 있다. 2015년 3월 행정구역 총개편으로 인해 현재는 다음과 같이 설치되어 있다.
- 알트키르슈
- 브룬슈타트
- 세르네
- 콜마르 1
- 콜마르 2
- 엔시슈아임
- 마즈보
- 뮐루즈 1
- 뮐루즈 2
- 뮐루즈 3
- 릭사임
- 생루이
- 생트마리오민
- 빈체나임
- 비테나임